# مايك فيور
مايك فيور (بالإنجليزية: Mike Fiore)‏ هو لاعب كرة قاعدة أمريكي، ولد في 4 مايو 1966 في اتلانتيك سيتي في الولايات المتحدة.

## وصلات خارجية
- مايك فيور على موقعبيزبول رفرنس.كوم (الدوري الثانوي) (الإنجليزية)
- مايك فيور على موقع أوليمبيديا (الإنجليزية)